# Пріорат Сіону
Пріорат Сіону (фр. Prieuré de Sion) — гіпотетично існуюче в Європі таємне товариство, описане в ряді публіцистичних і художніх творів, починаючи з 1970-х років.

## Документована історія «Пріорату Сіону»
(Інформація з книги доктора історії Каліфорнійського університету в Санта-Барбарі Шаран Ньюман «Справжня історія „Коду да Вінчі“», глава «Пріорат Сіону», С. 243—245). За твердженнями Ш. Ньюман, «Пріорат Сіону» — недовго проіснувала організація правого спрямування, яка виникла на сході Франції в середині 50-х років XX століття. «Пріорат Сіону» був заснований П'єром Плантар і Андре Боном 20 липня 1956 року в субпрефектурі Сен-Жюльєн-ан-Женевува у Верхній Савойї. Пріорат був зареєстрований як «незалежне лицарське братство, яке сповідує традиційний католицький закон». Метою Пріорату проголошувалося «відновлення стародавнього лицарського духу, прагнення до пізнання і зміцнення згуртованості». Вступити в організацію мав право будь-який католик, що розділяє цілі Пріорату і вніс 500 франків. Вся історія організації до 1956 року була вигадана П'єром Плантар. Пріорат випускав бюлетень. У бюлетені в основному критикувалися місцеві політики та державні установи. Діяльність організації не виходила за межі східної Франції. П'єр Плантар виступав проти дружніх зв'язків деяких членів Пріорату з англійцями й американцями. Андре Бон вийшов з організації в 1973 році. У 1984 році П'єр Плантар після численних звинувачень у фальсифікації розпустив «Пріорат Сіону». На горі Сіон існує монастир, але він не має ніякого відношення до «Пріорату Сіону».
У 1989 році П'єр Плантар відродив «Пріорат Сіону». Остаточно організація П'єра Плантар зникла після судового процесу в 1993 році.
У 2002 році Джино Сандрі (колишній секретар П'єра Плантар) оголосила про відродження «Пріорату Сіону».

## Великі магістри ордену
Загальні з тамплієрами великі магістри
Початковий список 1957 р.
Готфрід Бульйонський — засновник
- Гуго де Пейн (1118 — 24.05.1131)
- Робер де Краон (06.1131 — 02.1146)
- Еверар де Бар (03.1147 — 05.1150) — за списком Лобіно не великий магістр, а регіональний магістр, обраний у Франції.
- Гуго де Бланшфор (05.1150 — 05.1151)
- Бернар де Тремело (06.1151 — 16.08.1153)
- Гійом де Шамаль (18.03.1153 — 03.1154)
- Еверар де N (03.04.1154 — 12.1154)
- Андре де Монбар (15.01.1155 — 17.10.1156) — за списком Лобіно не великий магістр, а регіональний магістр Єрусалиму.
- Бертран де Бланшфор (22.10.1156 — 02.01.1169)
- Філіп де Міллі (17.01.1169 — 03.04.1170)
- Евд де Сент-Аман (16.04.1170 — 19.10.1180)
- Арно де Торож (03.01.1181 — 30.09.1184)
- Жерар де Рідфор (10.1184 — 1188)

Так званий офіційний список, оприлюднений Пріоратом (за Лобіно)
- Гуго де Пейн (1118—1131)
- Роберт Бургундський (1131—1150)
- Бернар де Трембле (1150—1153)
- Бертран де Бланкафор (1153—1170)
- Жанфедер Фульшерін (Гауфрідус Фульхеріус, Жоффруа Фуше) (1170—1171)
- Франсуа Отон де Сент-Аман (1171—1179)
- Теодор де Глез (Теодорікус, Террікус) (1179—1184)
- Франсуа Жерар де Рідфор (1184—1190)

## Великі магістри після розколу з тамплієрами
Початковий список станом на початок 1984 року (по Бейджент, Лі та Лінкольну) (Особистість Іоанна I не встановлена - ним міг бути Іван Хреститель або Іоанн-євангеліст (Іоанн Богослов)
1. Іоанн II (Жан де Жизор) (15.08.1188-1220)
2. Іоанна I (Марі де Сен-Клер) (1220—1266), друга дружиною Жана де Жизора
3. Іоанн III (Гійом де Жизор) (1266—1307)
4. Іоанн IV (Едуар де Бар) (1307—1336)
  1. Жан де Бар (1302—1318 (?), Регент до повноліття Іоанна IV
5. Іоанна II (Жанна де Бар) (1336—1351), зміщена або відреклася
6. Іоанн V (Жан де Сен-Клер) (1351—1366)
7. Іоанна III (Бланка д'Евре) (1366—1398)
8. Іоанн VI (Нікола Фламель) (1398—1418)
9. Іоанн VII (Рене д'Анжу) (1418—1480)
  1. Луї, кардинал де Бар (1418—1428), регент
10. Іоанна IV (Іоланда де Бар) (1480—1483)
11. Іоанн VIII (Сандро Філіпепі) (1483—1510)
12. Іоанн IX (Леонардо да Вінчі) (1510—1519)
13. Іоанн X (коннетабль де Бурбон) (1519—1527)
14. Іоанн XI (Фердинанд де Гонзага) (1527—1556), позбавлений влади
  1. Мішель Нострадамус (1556—1566), регент
  2. тріумвірат з вищих членів Пріорату (1566—1575)
15. Іоанн XII (Луї де Невер) (1575—1595)
16. Іоанн XIII (Роберт Фладд) (1595—1637)
17. Іоанн XIV (І. Валентин Андреа) (1637—1654)
18. Іоанн XV (Роберт Бойль) (1654—1691)
19. Іоанн XVI (Ісаак Ньютон) (1691—1727)
20. Іоанн XVII (Чарльз Редкліфф) (1727—1746)
21. Іоанн XVIII (Шарль де Лоррейн) (1746—1780)
22. Іоанн XIX (Максиміліан де Лоррейн) (1780—1801)
23. Іоанн XX (Шарль Нодье) (1801—1844)
24. Іоанн XXI (Віктор Гюго) (1844—1885)
25. Іоанн XXII (Клод Дебюссі) (1885—1918)
26. Іоанн XXIII (Жан Кокто) (1918—1963)
27. Іоанн XXIV (Франсуа Дюко — Бурже) (1963) — обраний неповним кворумом і відмовився від обрання
  1. тріумвірат, а потім дуумвірат: Гейлорд Фрімен, П'єр Плантар де Сен-Клер, Антоніо Мерцаджора († 1978) (1963—1981)
28. Іоанн XXV (або XXIV) (П'єр Плантар де Сен-Клер) (17.01.1981 — 18.07.1984), зрікся.

## Альтернативний (т.з. Офіційний) список 1989р. і його продовження за станом на 2005 р.
1. Жан-Тимолеон де Негрі д'Абль (17.01.1681—1703)
2. Франсуа де Негрі д'Абль (1703—1726)
3. Франсуа д'Отпуль] (1726—1753)
4. Андре-Еркюль де Россі (1753—1766)
5. Шарль де Лоррейн (1766—1780)
6. Максиміліан де Лоррейн (1780—1801)
7. Шарль Нодье (1801—1844)
8. Віктор Гюго (1844—1885)
9. Клод Дебюссі (1885—1918)
10. Жан Кокто (1918—1963)
11. Франсуа Бальфангон (1963—1969)
12. Джон Е. Дрік (1969—1981)
13. П'єр Плантар де Сен-Клер (17.01.1981 — 18.07.1984), відрікся
14. Філіп де Шерізі (1984 — 17.07.1985)
15. Роже-Патріс Пелата (1985 — 07.03.1989)
16. П'єр Плантар де Сен-Клер (1989 — 06.07.1989) вдруге
17. Томас Плантар де Сен-Клер (1989—2004 ?)
18. Джино Сандрі (з 2004 ?), Колишній секретар П'єра Плантар

Згадуваний у романі і фільмі «Код да Вінчі» як великий магістр Пріорату Жак Соньер є вигаданим літературним персонажем. У числі великих магістрів називається іноді і Жюль Верн. Після публікації книги Бейджента, Лі та Лінкольна «Священна кров і Святий Грааль» з'явилося кілька самозваних великих магістрів Приората, в тому числі англійка Енн Еванс, літературний агент Бейджента, Лі та Лінкольна (про що автори пишуть самі).

## Статут ордена
- Ст. I — Між підписали цей Статут і тими, хто згодом будуть прийняті і доповнять нижченаведені умови, заснований лицарський орден, вдачі та звичаї якого сягають до ордена, заснованого Годфруа VI, покликаному Побожним, герцогом Бульонским в Єрусалимі в 1099 р. і визнаному в 1100 р.
- Ст. II — Найменування ордена: «Sionis Prioratus», або «Сіонська община».
- Ст. III — Сіонська Громада має своєю метою зміцнення традиціоналістського лицарського ордена, просвітницької діяльності та створення серед її членів взаємодопомоги, як моральної, так і матеріальної, у всіх обставинах.
- Ст. IV — Тривалість діяльності Сіонській Громади нескінченна.
- Ст. V — Генеральний Секретар, який призначається Конвентом, вибирає представницькі бюро. Сіонська Громада не є таємним товариством, всі її декрети, також як і акти і призначення, оприлюднюються латинською мовою
- Ст. VI — Сіонська Громада включає 121 члена; в цих межах вона відкрита для всіх повнолітніх, які визнають цілі і приймаючих обов'язки, передбачені цим Статутом.
- Ст. VII — Якщо один з членів ордену захоче вийти з нього і вкаже з наданням документа одного зі своїх нащадків, який стане його наступником, Конвент повинен розглянути це прохання і, якщо це необхідно, подбати про виховання, зазначеному нижче, для неповнолітнього члена.
- Ст. VIII — Майбутній член повинен купити на свої власні кошти для проходження першого ступеня біле вбрання зі шнурком. Починаючи з прийняття його на першу сходинку, член має право голосу. Після прийняття новий член повинен принести клятву служіння ордену при будь-яких обставин, які складуться в його житті, а також працювати в ім'я СВІТУ і поваги до людського життя.
- Ст. IX — Після прийняття новий член повинен зробити внесок будь-якого розміру. Щороку він повинен повідомляти в Генеральний Секретаріат про добровільний внесок на користь ордену, цінність якого буде встановлена ним самим.
- Ст. X — З часу свого ухвалення член повинен надати метрику і зразок свого підпису.
- Ст. XI — Член Сіонській Громади, проти якого трибунал виніс вирок по загальному праву, може бути тимчасово позбавлений своїх титулів і функцій, а також членства в ордені.
- Ст. XII — Генеральна асамблея членів ордена називається Конвент. Ніяке рішення Конвенту не може мати сили, якщо число присутніх було менше 81 людини. Голосування таємне і виробляється за допомогою використання білих і чорних куль. Будь-яка пропозиція, набрало менш 61 білої кулі під час одного голосування, не може бути представлено знову.
- Ст. XIII — Конвент Сіонській Громади одноосібно і більшістю в 81 голос з 121 члена виносить рішення про всяких змінах в Статуті і правилах внутрішнього розпорядку.
- Ст. XIV — Будь-яке прийняття в члени ордена вирішується «Радою тринадцяти розенкрейцерів». Титули і пости скаржаться великим магістром Сіонській Громади. Члени ордену приймаються на ці пости довічно. Права члена ордену повністю переходять до однієї з його дітей, ним самим вказаної. Зазначена дитина може відмовитися від своїх прав, але вона не може зробити це на користь брата, сестри, родича або іншої особи. Вона не може бути згодом відновлена в правах у Сіонській Громаді.
- Ст. XV — У 27-денний термін двоє братів повинні будуть увійти в контакт з майбутнім членом і прийняти його згоду чи відмову. Якщо після 81-денного терміну, даного на роздум, не буде згоди, то повноправним визнається відмову і місце вважається вакантним.
- Ст. XVI — В силу права спадкування, підтвердженого попередніми статтями, пост і титул великого магістра Сіонській Громади можуть передаватися, слідуючи тим же прерогативам, його послідовникові. Якщо місце вакантне, відсутній прямий спадкоємець, Конвент в 81-денний термін приступає до виборів.
- Ст. XVII — По всіх декретів Конвент має голосувати, і вони стають дійсними, якщо на них стоїть печатка великого магістра. Генеральний Секретар призначається Конвентом на 3 роки, і він може продовжувати займати цей пост і після закінчення терміну повноважень. Генеральний Секретар повинен мати ступінь командора, щоб виконувати свої функції. Функції і пости виконуються добровільно.
- Ст. XVIII — Ієрархія Сіонській Громади включає п'ять ступенів:
  - Навігатор (число: 1)
  - Хрестоносець (число: 3)
  - Командор (число: 9) (Ковчег тринадцяти розенкрейцерів)
  - Лицар (число: 27)
  - Вершник (число: 81)

(Дев'ять командорств Храму)
Разом: 121 член.
- Ст. XIX — Існують 243 Вільних Братів, прозваних побожність або, починаючи з 1681, названих Дітьми Святого Вінсента, які не беруть участь у голосуванні, ні в Конвенті, але яким Сіонська Громада надає певні права та привілеї, відповідно до декрету від 17 січня 1681 р.
- Ст. XX — Ресурси Сіонській Громади складаються з дарів і внесків її членів. Резерв, названий «надбанням Ордена», складається Радою тринадцяти розенкрейцерів; це скарб може бути використано тільки у випадку абсолютної необхідності і серйозної небезпеки для Громади і її членів.
- Ст. XXI — Генеральний Секретар скликає Конвент в тому випадку, якщо Рада розенкрейцерів вважає це корисним.
- Ст. XXII — Заперечення приналежності до Сіонській Громаді, оголошене публічно або письмово, без причини і небезпеки для особистості, тягне за собою виключення з членів, яке буде оголошено Конвентом.
- Генеральна асамблея складається з усіх членів асоціації. Вона включає 729 провінцій, 27 командорств і ковчег, названий «Kyria». Кожне з цих командорств, також як і Ковчег, налічує 40 членів. Кожна провінція — 13 членів. Члени розділені на два штати: Легіон, якому доручено апостольство. Фаланга — охоронниця Традиції. Члени складають ієрархію з дев'яти ступенів. Ієрархія з дев'яти ступенів включає:

а) в 729 провінціях новіціяту: 6561 член Хрестоносці: 2187 членів.
б) в 27 командорство Витязі: 729 членів Вершники: 243 члена Лицарі: 81 член Командори: 27 членів
в) в ковчезі «Kyria» коннетаблем: 9 членів сенешалі: 3 члени Навігатор: 1 член.